# Simon Travaglia
Simon Travaglia é um administrador de redes neozelandês, mais conhecido como autor da série satírica Bastard Operator From Hell (BOFH), sobre um administrador de redes politicamente incorreto.
Atualmente, trabalha como gerente de infraestrutura de TI na Waikato University, em Hamilton, Nova Zelândia.

## Obras
- The Bastard Operator From Hell (Plan Nine, ISBN 1-929462-17-4)
- Bastard Operator From Hell II: Son of the Bastard (Plan Nine, ISBN 1-929462-40-9)
- Bride of the Bastard Operator From Hell (Plan Nine, ISBN 1-929462-48-4)
- Dummy Mode Is Forever (Plan Nine, ISBN 1-929462-63-8)
- Dial "B" For Bastard (Plan Nine, ISBN 1-929462-94-8)
- Bastardopolis (inédito)